# Сперанский, Андрей Владимирович
Андре́й Влади́мирович Спера́нский  (род. 21 июля 1955, Свердловск, РСФСР, СССР) — российский историк, доктор исторических наук, профессор, заслуженный деятель науки Российской Федерации (2022). Заведующий Центром политической и социокультурной истории Института истории и археологии УрО РАН, заместитель председателя Объединённого учёного совета по гуманитарным наукам УрО РАН, профессор Уральского федерального университета, Уральской государственной архитектурно-художественной академии и Уральского государственного педагогического университета, действительный член Академии военно-исторических наук (АВИН), руководитель Уральского отделения АВИН.

## Биография
Окончил исторический факультет Уральского государственного университета. С 1977 по 1993 гг. работал учителем средней школы № 12 г. Первоуральска Свердловской области, преподавателем Свердловского государственного медицинского института (ныне — Уральский государственный медицинский университет), учился в аспирантуре Московского государственного университета им. М. В. Ломоносова, где защитил кандидатскую диссертацию (1986).
С 1993 года работает в Институте истории и археологии УрО РАН: докторант, старший научный сотрудник, заместитель директора по научной работе, зав. отделом Отечественной истории XX века, зав. Центром политической и социокультурной истории. В 1997 г. защитил докторскую диссертацию — «Культура Урала в годы Великой Отечественной войны».
Область научных интересов — Урал в региональной и геополитической динамике России XX века. Специалист по социокультурным, общественно-политическим и военно-техническим проблемам исторического развития России и Уральского региона. Автор более 400 научных работ, в том числе 28 индивидуальных и коллективных монографий, 11 учебников и учебных пособий. Член диссертационных советов по защите докторских и кандидатских диссертаций Института истории и археологии Уральского отделения РАН и Южно-Уральского государственного университета. Ранее входил в состав советов Оренбургского государственного университета и Уральского государственного педагогического университета.
Член редколлегии и научный редактор более 90 сборников научных работ, сборников документов и монографий. Под его руководством были осуществлены публикации научных изданий: «Уральская историческая энциклопедия» (1998, 2000), «Урал в панораме XX века» (2000), «Екатеринбург. Энциклопедия» (2002), «Во имя Победы. Свердловск-Екатеринбург в годы Великой Отечественной войны» (2005); «Щит и меч Отчизны. Оружие Урала с древнейших времен до наших дней» (2008); «Государство и народ в условиях социалистического эксперимента: опыт ретроспективного анализа» (2008); «Советская политическая система в истории России: особенности геополитического и регионального развития» (2011), «Свердловская область: страницы истории. 1934—2014» (2014), «Маршал Г.К. Жуков в исторических оценках, документах, воспоминаниях» (2016) «Урал в контексте российской и мировой истории XX века: историографическая концептуализация (2017), «Вениамин Алексеев: горизонты истории» (2019), «100 лет на службе государству» (2020), «Дмитрий Гаврилов» (2022) и др.
Организатор и участник многочисленных международных, всероссийских и региональных научных конференций. Инициатор и руководитель традиционных «Уральских военно-исторических чтений», регулярно проводящихся в Екатеринбурге с 1998 г. Организатор крупных научных форумов «Россия в поисках национальной стратегии развития» (2003), «Урал в военной истории России: традиции и современность» (2003), «Вклад Урала в разгром фашизма: исторический опыт и современные проблемы национальной безопасности» (2005); «Промышленная политика в стратегии российских модернизаций XVIII—XXI вв.» (2006); «Подвиг Урала в исторической памяти поколений» (2010), «Разведка в системе национальной безопасности России: история и современность» (2011); «Военная история как фактор патриотического воспитания» (2013); «70-летие Великой Победы: исторический опыт и проблемы современности» (2015),  «Маршал Победы в военной истории России» (2016), «Органы государственной безопасности на защите Отечества» (2018), «Великая победа в реалиях современной эпохи: историческая память и национальная безопасность» (2020), «Уральцы бьются здорово…»: вклад Урала в военную мощь России» (2022) и др.
Руководитель и участник 31 гранта РГНФ, РФФИ, РНФ, фонда «История Отечества», программ фундаментальных исследований Отделения историко-филологических наук РАН, Уральского отделения РАН, Президента Российской Федерации по государственной поддержке ведущих научных школ. Член редколлегий журналов «Уральский исторический вестник», «Известия Коми научного центра УрО РАН», «История и современное мировоззрение», «Веси». Активно ведет экспертную работу являясь официальным экспертом РАН, РНФ, УрО РАН. Активно сотрудничает с многими российскими и зарубежными научно-образовательными центрами: Цзилиньским университетом (г. Чанчунь, КНР), Университетом «Тулуза» (г. Тулуза, Франция), Институтом экономической истории (Стокгольм, Швеция) и др.
Ведет преподавательскую работу в высших учебных заведениях Екатеринбурга. Подготовил 9 кандидатов и 2 доктора наук. Активно занимается общественной деятельностью. Член Комиссий по патриотическому воспитанию населения при губернаторе Свердловской области, по присуждению премий Губернатора Свердловской области для молодых ученых.

## Сочинения

### Книги
- Рок войны и противоречия мира. Екатеринбург: СГМИ, 1992. 83 с.
- В горниле испытаний. Культура Урала в годы Великой Отечественной войны. Екатеринбург: УрО РАН, 1996. 349 с.
- История Урала. XX век. Кн. 2. Екатеринбург: СВ-96, 1998. 426 с. (соавт.).
- Екатеринбург. Исторические очерки (1723—1998). Екатеринбург: Академкнига, 1998. 227 с. (соавт.).
- Урал в панораме XX века. Екатеринбург: СВ-96, 2000. 496 с. (соавт.)
- История России. Теория изучения. Кн. 2. : Двадцатый век. Екатеринбург: СВ-96, 2001. 304 с. (соавт.).
- Во имя Победы. Свердловск в годы Великой Отечественной войны. 1941—1945 гг. Екатеринбург: Баско, 2005. 255 с. (соавт.).
- Россия в XX веке. Война 1941—1945 гг. Современные подходы. М.: Наука, 2005. 568 с. (соавт.).
- Академическая наука Урала: Очерки истории. Екатеринбург; Санкт-Петербург : Людовик, 2007. 480 с. (в соавт.)
- История России с позиций разных идеологий. Ростов-на-Дону: Феникс», 2007. 461 с. (соавт.).
- Щит и меч Отчизны. Оружие Урала с древнейших времен до наших дней. Екатеринбург: Раритет, 2008. 463 с. (соавт.)
- Никто не забыт, ничто не забыто. Екатеринбург: УрГУ - ИИиА УрО РАН, 2008. 147 с. (соавт.).
- Государство и народ в условиях социалистического эксперимента: опыт ретроспективного анализа. Екатеринбург: УрО РАН, 2008. 268 с. (соавт.).
- Военная история Урала. События и люди. Екатеринбург: Сократ, 2008. 318 с. (соавт.).
- Народ и война: очерки истории Великой Отечественной войны 1941—1945 гг. М.: Гриф и К, 2010. 732 с. (соавт.).
- Советская политическая система в истории России: особенности геополитического и регионального развития. Екатеринбург: СВ-96, 2011. 308 с. (соавт.).
- Опыт российских модернизаций XVIII—XX вв. : взаимодействие макро- и микропроцессов. Екатеринбург: БКИ, 2011. 404 с. (соавт.)
- На войне, как на войне… Свердловская область в 1941—1945 гг. Екатеринбург: Сократ, 2012. 408 с.
- На войне как войне… Свердловская область в 1941-1945 гг. Изд. 2-е, дополн., перераб. Екатеринбург: Сократ, 2015. 407 с.
- Маршал Г.К. Жуков в исторических оценках, документах, воспоминаниях. Екатеринбург: Сократ, 2016. 424 с. (соавт.).
- Урал в контексте российской и мировой истории XX века: историографическая концептуализация. Екатеринбург: Сократ, 2017. 392 с. (соавт.).
- Вениамин Алексеев: горизонты истории Екатеринбург: Банк культурной информации, 2019. 470 с. (соавт.)
- 100 лет на службе государства. 1918–2018. Управление ФСБ России по Свердловской области. Екатеринбург: Сократ, 2020. 208 с. (соавт.)
- Энциклопедия Екатеринбурга. Том III. Книга II. 1941 – 1991 годы: Опорный край державы Екатеринбург: ООО «Туристско-информационный центр Екатеринбурга», 2020. 184 с. (соавт.)
- Эвакуация: величайшая из битв Второй мировой войны. Екатеринбург: Формат, 2022. 240 с. (соавт.)

### Редактор
- Уральская историческая энциклопедия. Екатеринбург: Академкнига, 1998. 624 с.
- Урал в стратегии Второй мировой войны. Екатеринбург: СВ-96, 2000. 360 с.
- Екатеринбург. Энциклопедия. Екатеринбург: Академкнига, 2002, 728 с.
- Россия в войнах XIX столетия. К 190-летию Отечественной войны 1812 г. Екатеринбург, 2002. 80 с.
- Рубежи созидания. К 70-летию академической науки на Урале. Документы и материалы. Екатеринбург: УрО РАН, 2002. 453 с.
- Урал в военной истории России: традиции и современность. Екатеринбург: ИИиА УрО РАН, 2003. 400 с.
- Вклад Урала в разгром фашизма: исторический опыт и современные проблемы национальной безопасности. Екатеринбург: ИИиА УрО РАН, 2005. 400 с.
- Подвиг Урала в исторической памяти поколений. Екатеринбург: ИИиА УрО РАН, 2010. 400 с.
- Разведка в системе национальной безопасности России: история и современность. Екатеринбург: «СВ-96», 2011. 288 с.
- Военная история как фактор патриотического воспитания. Екатеринбург: Банк культурной информации, 2013. 336 с.
- Коллектив авторов. Свердловская область : страницы истории (1934—2014) : Научно-популярное издание / под ред. В. Д. Камынина, А. Д. Кириллова, А. В. Сперанского. — Екатеринбург : Издательство «Сократ», 2014. — 544 с. — ISBN 978-5-906350-18-3.
- 70-летие Великой Победы: исторический опыт и проблемы современности. Екатеринбург: Банк культурной информации, 2015. Ч. I. 392 с.; Ч. II. 424 с.
- Маршал Победы в военной истории России. Екатеринбург: Банк культурной информации, 2016. 296 с.
- Маршал Г.К. Жуков в исторических оценках, документах, воспоминаниях. Екатеринбург: Сократ, 2016. 424 с.
- Урал в контексте российской и мировой истории XX века: историографическая концептуализация. Екатеринбург: Сократ, 2017. 392 с.
- Органы государственной безопасности на защите Отечества. Екатеринбург: Сократ, 2018. 296 с.
- Великая победа в реалиях современной эпохи: историческая память и национальная безопасность. Екатеринбург: Сократ, 2020. 336 с.
- «Уральцы бьются здорово…»: вклад Урала в военную мощь России. Екатеринбург: Сократ, 2022. 496 с.

## Награды и премии

### Премии
- Дважды Лауреат премии имени В.Н. Татищева и Г.В. де Геннина (15 ноября 1999, 6 ноября 2003)
- Дважды Лауреат премии и почетного диплома им. П.И. Рычкова (УрО РАН, 11 ноября 2009, 29 июня 2018)
- Лауреат II-го Международного конкурса «Уроки благотворительности» (16 октября 2008)

### Награды
- Почетный знак «За заслуги перед городом Екатеринбургом» (21 июля 2005)
- Почетный знак Международной академии наук о природе и обществе «За заслуги в развитии науки и экономики» (28 февраля 2005)
- Медаль Академии военно-исторических наук «За заслуги» (20 октября 2006)
- Орден В.И. Вернадского (21 сентября 2015)
- Медаль Управления архивов Свердловской области «Государственной архивной службе Свердловской области 95 лет» (17 сентября 2015)
- Медаль имени С.С. Алексеева (УрО РАН, 22 октября 2015) — за монографию «На войне как на войне... Свердловская область в 1941-1945 гг.»
- Почетные грамоты ЦК ВЛКСМ (6 октября 1981), Губернатора Свердловской области (19 июля 2005), Правительства Свердловской области (17 мая 1999 и 29 января 2001), Законодательного собрания Свердловской области (11 декабря 2007), Администрации Пушкинского района Санкт-Петербурга (23 января 2009), Уральского отделения РАН (1999, 2005)
- Почетная грамота Министерства образования и науки Российской Федерации (23 июня 2015)
- Благодарность Комитета Государственной Думы Российской Федерации по науке и наукоемким технологиям (21 сентября 2015)
- Медаль «Маршал Жуков» I степени (25 января 2019)
- Памятная медаль «100-летие Управления ФСБ РФ по Свердловской области» и Благодарственное письмо от Управления ФСБ РФ по Свердловской области (19 февраля 2019)
- Заслуженный деятель науки Российской Федерации (20 января 2022)